# Thione Niang
 (novembre 2020).
L'article doit être relu — et modifié si nécessaire — par des contributeurs indépendants pour apporter un regard critique aux contributions effectuées en violation des conditions d'utilisation de Wikipédia, tant sur la forme (notamment concernant le style encyclopédique, la proportionnalité) que sur le fond (la neutralité de point de vue, la qualité et l'indépendance des sources).
 (août 2021).
Thione Niang, né le 8 janvier 1978 à Médina Baye, Kaolack, au Sénégal, est un entrepreneur social, conférencier international, auteur et agriculteur fermier (Jeuf Zone) sénégalais.
Thione Niang a parlé dans plus de 100 pays à travers le monde, du leadership et de l'entrepreneuriat social, dans les plus grandes universités et conférences en Europe, Asie Pacifique, Afrique, Amérique latine, monde arabe, Amérique du Nord et Australie. Il a été désigné par la revue Complex Magazine, en mars 2013, comme étant l'un des 10 jeunes activistes qui changent le monde.
Il participe aux deux campagnes présidentielles de Barack Obama en 2008 en tant que staff community organizer et en 2012, en tant que co-président des moins de 40 ans de la campagne. Il introduit le Président Obama lors de l’ouverture officielle de la campagne en 2012 à Washington.

## Biographie

### Enfance et études
Thione Niang est douzième d'une famille de 28 enfants, a grandi au Sénégal.
Après l’obtention d'un visa d’étudiant obtenu au bout de la quatrième demande, Thione Niang s'envole vers New York à l'âge de 22 ans. Parlant peu l'anglais et sans famille il loge chez un ami de la famille dans le Bronx, à New York. Il sera plongeur dans un hôtel, avant de s'installer à Cleveland dans l'Ohio. Il occupera par la suite divers emplois d'appoint.
Thione est diplômé de Myers University en administration publique, diplômé de Science - Po Paris d'un Executive Master en politique et management du développement, Potentiel Afrique et détenteur d'un certificat sur le leadership au xxie siècle de l'université Harvard de Boston.[réf. nécessaire]

## Carrière

### Ses débuts avec Barack Obama
Thione Niang rencontre Barack Obama en 2006, à une réunion des membres du Parti démocrate et des responsables des Jeunes Démocrates des États-Unis YDA  - Young Democrats of America. Obama lui dédicace L'Audace d’espérer. Thione s'engage alors auprès du sénateur Barack Obama dans la course à l’investiture pour l’élection présidentielle,. Il est formé à Chicago et voyage comme regional community organizer pour inciter les jeunes à s’investir dans la campagne,.

### Mouvement des Jeunes Démocrates américains (Young Democrats of America YDA) et Congrès des États-Unis
En septembre 2009, il est élu président de la commission des affaires internationales des Jeunes Démocrates américains.
Il a été le conseiller spécial chargé de l’éducation et de la jeunesse au Congrès américain pour le 11eme District avec la représentante Marcia Fudge.

### Créations
En 2006, Thione fonde Thione Niang Group, une société de conseil en gestion de campagne politique, de communication et de relation de presse.
En 2009, Thione créé l'organisation non gouvernementale Give1project. Son objectif est de faire émerger des jeunes leaders susceptibles d’influencer positivement et de manière impactante le monde de demain.[non neutre]
En 2014, il cofonde Akon Lighting Africa et Solektra International avec Akon et l'homme d'affaires malien Samba Bathily. Le but est de fournir de l'électricité à 600 millions de foyers et communautés africains grâce à l'énergie solaire durable.
La même année, il crée les Fermes Jeuf Zone pour répondre aux besoins agricoles de l'Afrique. Il s'agit d'une plateforme agro-commerciale pour la production, la commercialisation, la distribution et la conservation des produits agricoles, avec une priorité donnée aux produits locaux.
En 2019, il crée L’Institut d’Agriculture et de Leadership Thione NIANG
Thione Niang, Demain tu gouvernes le Monde : sept réflexions pour être prêt, 9 novembre 2019, 103 p.En Juin 2021 il crée Give1Project Digital Skills Academy à Mbour, Sénégal.
En novembre 2021, il lance Afro Global Connect à Paris après une tournée mondiale pour rencontrer la diaspora africaine en Colombie, au Brésil, aux États-Unis, au Canada et en Europe.

### Présidentielle sénégalaise de 2024
En juillet 2023, Thione Niang envisage de se présenter à la présidentielle de 2024. Il l'a révélé lors d'une émission diffusée sur la 2STv, une chaine de télévision privée sénégalaise.
Cependant, il ne figuera finalement pas sur la liste des candidats provisoire publiée par le Conseil Constitutionnel Sénégalais.

## Distinctions
Thione NIANG est élevé au rang de Commandant de l’Ordre National du Bénin par le président Yayi Boni.
En 2018, Thione Niang est décoré du Global Leadership Award-Roses of Peace par la présidente de Singapour, Halimah Yacob.
En 2021, est remis en petit comité à Thione Niang une médaille par le député français Vincent Ledoux au nom du président de l'Assemblée Nationale Richard Ferrand. Le député Vincent Ledoux ajoutera que Thione Niang est : «[...] un pont et non une frontière [...] ».

## Publications
- Thione Niang, Mémoires d'un éternel optimiste, Washington Publishing, 17 août 2015, 128 p.
- (en) Thione Niang, Letters to My Sisters : Because We all Have a dream, Washington Publishing, 21 septembre 2014, 130 p.
- Thione Niang, Faces Of Change, Washington Publishing, 18 novembre 2016, 172 p.
- (en) Thione Niang, Social Entrepreunership : 15 Keys To Success, Washington Publishing, 23 mai 2017, 172 p.
- Thione Niang, Demain tu gouvernes le Monde : sept réflexions pour être prêt, 9 novembre 2019, 103 p.
- Thione Niang, Gorgui, l'enfant optimiste, Washington Publishing, 21 octobre 2021, 30 p.